# Doudou Touré
Doudou Touré (Rosso, Mauritania, 29 de diciembre de 1991) es un futbolista mauritano. Se desempeña como delantero y actualmente se encuentra sin club. Sus dos hermanos, Boubacar y Alhagi, también son futbolistas. Boubacar juega como delantero en el Georgia Perimeter College, mientras que Alhagi juega también como delantero en la Universidad George Mason, en Fairfax, Virginia.

## Infancia
Nacido en Rosso, Mauritania, Touré se mudó a Gambia a los 2 años de edad, antes de irse a vivir a Atlanta, Georgia, Estados Unidos, en julio de 2004. Luego, Touré regresó a Gambia para estudiar en la Escuela Secundaria Superior de Banjul, antes de regresar a Estados Unidos para estudiar en la Secundaria Joseph Wheeler, en Marietta, Georgia.

## Trayectoria
Entre 2004 y 2005, Touré jugó en las juveniles del Stars Soccer Club. Luego, en 2006, Touré jugó en las inferiores del Atlanta Fire United, antes de marcharse al Empoli FC de Italia en 2007.
En abril de 2008, Touré fue a probarse al FC Dallas de la Major League Soccer de Estados Unidos, equipo que estaba dispuesto a contratarlo, aunque el traspaso no se concretó. Al final, el CF Monterrey de México logró su contratación. Primero se desempeñó en el equipo filial, para luego disputar 3 partidos del Clausura 2008 del torneo mexicano con el primer equipo. Con este equipo permaneció hasta 2009, año en que regresó a Georgia para unirse al Nuesoft, equipo semiprofesional local.
En febrero de 2010, Touré fue a probarse en el Columbus Crew de la Major League Soccer, y luego en abril de ese mismo año, al Vancouver Whitecaps, siendo contratado por este último el 10 de mayo de 2010. Inicialmente, Touré se desempeñó en el Vancouver Whitecaps Residency, antes de hacer su debut con el primer equipo el 26 de mayo de 2010 en el empate a 1-1 ante el Montreal Impact en el Campeonato Canadiense de 2010, al haber entrado de cambio al segundo tiempo por Justin Moose. Su debut como titular con el Whitecaps fue apenas 3 días después, en la derrota de su equipo por 2-1 ante el Rochester Rhinos, siendo sustituido al segundo tiempo.
Como no fue considerado por su actual club, para la actual temporada de la Major League Soccer, Touré está actualmente a prueba, en San Luis de Quillota de la Primera B de Chile, según informó el sitio web Terra en su versión chilena. De tener una buena pretemporada con el equipo canario, sería considerado por el flamante entrenador del equipo quillotano, el ex seleccionado chileno Miguel Ponce, para la participación de los canarios en el Torneo de Transición de la Primera B 2013, que comenzará el próximo 10 de febrero.

## Clubes
| Club                 | País           | Año         |
| -------------------- | -------------- | ----------- |
| CF Monterrey         | México         | 2008 - 2009 |
| Nuesoft              | Estados Unidos | 2009 - 2010 |
| Vancouver Whitecaps  | Canadá         | 2010 - 2012 |
| San Luis de Quillota | Chile          | 2013        |

## Vida privada
Touré es aficionado del Chelsea FC, del Arsenal FC, del Manchester United y del FC Barcelona. También es seguidor de futbolistas como Didier Drogba, Samuel Eto'o, Cristiano Ronaldo, Wayne Rooney, y George Weah.
Sus pasatiempos son el fútbol, el baloncesto, y la música Hip-Hop.